# Lijst van E-nummers
Dit is een lijst van E-nummers. Een E-nummer is een code voor een stof die binnen de Europese Unie toegelaten is als voedingsadditief voor menselijke consumptie zijn bedoeld. In deze lijst staan ook additieven die inmiddels niet meer zijn toegestaan. De wettelijk vastgelegde maximaal te gebruiken hoeveelheden worden in deze lijst niet genoemd.

## Indeling
De E-nummers zijn naar toepassing ingedeeld:

### E100-181 Kleurstoffen
Kleurstoffen worden gebruikt om een product kleur te geven of de bestaande kleur te versterken.
| E-nummer | naam |
| -------- | --- |
| E100     | i) Curcumine ii) kurkuma |
| E101     | i) Riboflavinen ii) riboflavine-5'-fosfaat                                                                                  |
| E102     | Tartrazine |
| E103     | Chrysoïne ook: chrysoine resorcinol, sinds 1984 verboden in de EU                                                           |
| E104     | Chinolinegeel |
| E105     | Fast yellow AB, sinds 1984 verboden in de EU                                                                                |
| E106     | Riboflavine-5'-fosfaat, mononatriumzout                                                                                     |
| E107     | Geel 2G, verboden in de EU                                                                                                  |
| E110     | Zonnegeel FCF, oranjegeel S                                                                                                 |
| E120     | Karmijnzuur, karmijn, karmozijnrood, cochenille                                                                             |
| E122     | Azorubine |
| E123     | Amaranth |
| E124     | Ponceau 4R, cochenille rood A                                                                                               |
| E127     | Erytrosine |
| E128     | Rood 2G, gebruik werd in 2007 bij noodmaatregel opgeschort, sinds 2013 niet meer toegelaten                                 |
| E129     | Allura Rood AC |
| E131     | Patentblauw V |
| E132     | Indigokarmijn indigotine |
| E133     | Briljantblauw FCF |
| E140     | Chlorofyllen en chlorofyllinen: i) chlorofyllen ii) chlorofyllinen                                                          |
| E141     | Kopercomplexen van chlorofyllen en chlorofyllinen: i) kopercomplexen van chlorofyllen ii) kopercomplexen van chlorofyllinen |
| E142     | Briljantzuurgroen BS |
| E150a    | Karamel |
| E150b    | Alkali-sulfietkaramel |
| E150c    | Ammoniakkaramel |
| E150d    | Sulfiet-ammoniakkaramel |
| E151     | Briljantzwart BN, zwart PN                                                                                                  |
| E153     | Koolstof |
| E154     | Bruin FK, sinds 2013 niet meer toegelaten                                                                                   |
| E155     | Bruin HT |
| E160a    | Caroteen: bètacaroteen, gammacaroteen                                                                                       |
| E160b    | Anatto, bixine, norbixine, orleaan                                                                                          |
| E160c    | Paprika-extract, capsanthine, capsorubine                                                                                   |
| E160d    | Lycopeen |
| E160e    | Beta-apo-8'-carotenal |
| E160f    | Ethylester van beta-apo-8'-caroteenzuur C30, sinds 2013 niet meer toegelaten                                                |
| E161a    | Flavoxanthine |
| E161b    | Luteïne |
| E161c    | Kryptoxanthine |
| E161d    | Rubixanthine |
| E161e    | Violaxanthine |
| E161f    | Rhodoxanthine |
| E161g    | Canthaxantine |
| E161h    | Zeaxanthine |
| E161i    | Citranaxanthine |
| E161j    | Astaxanthine |
| E162     | Bietenrood, betanine |
| E163     | Anthocyanen |
| E170     | Calciumcarbonaat |
| E170(ii) | Calciumwaterstofcarbonaat, sinds 2004 niet meer toegelaten                                                                  |
| E171     | Titaandioxide, vanaf 2022 niet meer toegelaten                                                                              |
| E172     | IJzeroxiden en ijzerhydroxiden                                                                                              |
| E173     | Aluminium |
| E174     | Zilver |
| E175     | Goud |
| E180     | Litholrubine BK |
| E181     | Looizuur |

### E200-252 Conserveermiddelen
Conserveer- of bewaarmiddelen verlengen de houdbaarheid van een voedingsmiddel. Zij remmen namelijk de groei van bacteriën, schimmels en gisten.
| E-nummer | naam                                                                            |
| -------- | ------------------------------------------------------------------------------- |
| E200     | Sorbinezuur                                                                     |
| E201     | Natriumsorbaat                                                                  |
| E202     | Kaliumsorbaat                                                                   |
| E203     | Calciumsorbaat                                                                  |
| E210     | Benzoëzuur                                                                      |
| E211     | Natriumbenzoaat                                                                 |
| E212     | Kaliumbenzoaat                                                                  |
| E213     | Calciumbenzoaat                                                                 |
| E214     | Ethyl-p-hydroxybenzoaat, ethylparabeen                                          |
| E215     | Ethyl-p-hydroxybenzoaat, natriumzout                                            |
| E216     | Propyl-p-hydroxybenzoaat, propylparabeen                                        |
| E217     | Propyl-p-hydroxybenzoaat, natriumzout                                           |
| E218     | Methylparabeen, methyl-p-hydroxybenzoaat                                        |
| E219     | Methyl-p-hydroxybenzoaat, natriumzout                                           |
| E220     | Zwaveldioxide                                                                   |
| E221     | Natriumsulfiet                                                                  |
| E222     | Natriumwaterstofsulfiet, natriumbisulfiet                                       |
| E223     | Natriummetabisulfiet                                                            |
| E224     | Kaliummetabisulfiet                                                             |
| E226     | Calciumsulfiet                                                                  |
| E227     | Calciumwaterstofsulfiet, calciumbisulfiet                                       |
| E228     | Kaliumwaterstofsulfiet                                                          |
| E230     | Bifenyl, difenyl, door Richtlijn 2003/114/EG uit de lijst verwijderd            |
| E231     | Orthofenylfenol, door Richtlijn 2003/114/EG uit de lijst verwijderd             |
| E232     | Natriumorthofenylfenol, door Richtlijn 2003/114/EG uit de lijst verwijderd      |
| E233     | Thiabendazool, thiobendazol, door Richtlijn 2003/114/EG uit de lijst verwijderd |
| E234     | Nisine                                                                          |
| E235     | Natamycine                                                                      |
| E239     | Hexamine of hexamethyleentetramine                                              |
| E242     | Dimethyldicarbonaat                                                             |
| E249     | Kaliumnitriet                                                                   |
| E250     | Natriumnitriet                                                                  |
| E251     | Natriumnitraat                                                                  |
| E252     | Kaliumnitraat                                                                   |

### E260-297 Voedingszuren
zie ook  E322-392 Voedingszuren 

Voedingszuren verlagen de zuurgraad, de pH van een product, versterken in sommige gevallen de werking van antioxidanten en conserveermiddelen en kunnen soms kleurbehoudend werken.
| E-nummer | naam                                                                                 |
| -------- | ------------------------------------------------------------------------------------ |
| E260     | Azijnzuur                                                                            |
| E261     | Kaliumacetaten: i) kaliumacetaat, ii) kaliumdiacetaat                                |
| E262     | Natriumacetaten: i) natriumacetaat ii) natriumwaterstofdiacetaat of natriumdiacetaat |
| E263     | Calciumacetaat                                                                       |
| E267     | Gebufferde azijn                                                                     |
| E270     | Melkzuur                                                                             |
| E280     | Propionzuur                                                                          |
| E281     | Natriumpropionaat                                                                    |
| E282     | Calciumpropionaat                                                                    |
| E283     | Kaliumpropionaat                                                                     |
| E284     | Boorzuur                                                                             |
| E285     | Natriumtetraboraat                                                                   |
| E290     | Koolstofdioxide                                                                      |
| E295     | Ammoniumformiaat                                                                     |
| E296     | Appelzuur                                                                            |
| E297     | Fumaarzuur                                                                           |

### E300-321 Antioxidanten
Antioxidanten vergroten de houdbaarheid van een product door aantasting door zuurstof tegen te gaan. Die veranderingen omvatten onder andere kleurveranderingen en het ranzig worden van vetten.
| E-nummer | naam                                                                      |
| -------- | ------------------------------------------------------------------------- |
| E300     | Ascorbinezuur, vitamine C                                                 |
| E301     | Natriumascorbaat                                                          |
| E302     | Calciumascorbaat                                                          |
| E304     | Vetzuuresters van ascorbinezuur i) ascorbylpalmitaat ii) ascorbylstearaat |
| E306     | Tocoferolrijke extracten                                                  |
| E307     | Alfa-tocoferol, vitamine E                                                |
| E308     | Gamma-tocoferol                                                           |
| E309     | Delta-tocoferol                                                           |
| E310     | Propylgallaat                                                             |
| E311     | Octylgallaat                                                              |
| E312     | Dodecylgallaat                                                            |
| E315     | Erythorbinezuur                                                           |
| E316     | Natriumerythorbaat                                                        |
| E319     | Tert-butylhydrochinon TBHQ                                                |
| E320     | Butylhydroxyanisol BHA                                                    |
| E321     | Butylhydroxytolueen BHT                                                   |

### E322-392 Voedingszuren
zie ook  E260-297 Voedingszuren
| E-nummer | naam                                                                              |
| -------- | --------------------------------------------------------------------------------- |
| E322     | Lecithinen                                                                        |
| E325     | Natriumlactaat                                                                    |
| E326     | Kaliumlactaat                                                                     |
| E327     | Calciumlactaat                                                                    |
| E330     | Citroenzuur                                                                       |
| E331     | Natriumcitraten i) mononatriumcitraat ii) dinatriumcitraat iii) trinatriumcitraat |
| E332     | Kaliumcitraten i) monokaliumcitraat ii) trikaliumcitraat                          |
| E333     | Calciumcitraten i) monocalciumcitraat ii) dicalciumcitraat iii) tricalciumcitraat |
| E334     | L(+)-wijnsteenzuur                                                                |
| E335     | Natriumtartraten i) mononatriumtartraat ii) natriumtartraat                       |
| E336     | Kaliumtartraten i) monokaliumtartraat ii) kaliumtartraat                          |
| E337     | Kaliumnatriumtartraat                                                             |
| E338     | Fosforzuur                                                                        |
| E339     | Natriumfosfaat i) mononatriumfosfaat ii) dinatriumfosfaat iii) trinatriumfosfaat  |
| E340     | Kaliumfosfaat i) monokaliumfosfaat ii) fikaliumfosfaat iii) trikaliumfosfaat      |
| E341     | Calciumfosfaat i) monocalciumfosfaat ii) dicalciumfosfaat iii) tricalciumfosfaat  |
| E343     | Magnesiumfosfaten                                                                 |
| E350     | Natriummalaten i) natriummalaat ii) natriumwaterstofmalaat                        |
| E351     | Kaliummalaat                                                                      |
| E352     | Calciummalaten i) calciummalaat ii) calciumwaterstofmalaat                        |
| E353     | Metawijnsteenzuur                                                                 |
| E354     | Calciumtartraat                                                                   |
| E355     | Adipinezuur                                                                       |
| E356     | Natriumadipaat                                                                    |
| E357     | Kaliumadipaat                                                                     |
| E363     | Barnsteenzuur                                                                     |
| E370     | 1,4-heptonolacton                                                                 |
| E375     | Nicotinezuur, niacine, vitamine B3                                                |
| E380     | Triammoniumcitraat                                                                |
| E385     | Calciumdinatrium-etheen-diaminetetra-acetaat, calciumdinatrium EDTA               |
| E392     | Extracten van rozemarijn                                                          |

### E400-495 Geleermiddelen, emulgatoren, stabilisatoren en verdikkingsmiddelen
Emulgatoren, stabilisatoren, verdikkings- en geleermiddelen worden toegevoegd om de textuur van een product te verbeteren. Emulgatoren maken het bijvoorbeeld mogelijk twee niet-mengbare producten zoals water en olie te mengen wat nodig is om onder meer sauzen te kunnen bereiden. Stabilisatoren zorgen er dan weer voor dat die menging van twee niet-mengbare stoffen gehandhaafd blijft.
| E-nummer | naam |
| -------- | --- |
| E400     | Alginezuur |
| E401     | Natriumalginaat |
| E402     | Kaliumalginaat |
| E403     | Ammoniumalginaat |
| E404     | Calciumalginaat |
| E405     | 1,2-propeenglycolalginaat |
| E406     | Agaragar |
| E407     | Carrageen |
| E407a    | Verwerkt Eucheuma-wier |
| E410     | Johannesbroodpitmeel |
| E411     | Havergom, niet in de Europese lijst opgenomen |
| E412     | Guargom, guarpitmeel |
| E413     | Tragacanth |
| E414     | Arabische gom |
| E415     | Xanthaangom |
| E416     | Karayagom |
| E417     | Taragom |
| E418     | Gellangom |
| E420     | Sorbitolen: i) sorbitol ii) sorbitolstroop Zie ook E950-967 en 420-421 Zoetstoffen. |
| E421     | Mannitol Zie ook E950-967 en 420-421 Zoetstoffen. |
| E422     | Glycerol |
| E423     | Octenylbarnsteenzuurgemodificeerde Arabische gom |
| E425     | Konjak i) konjakgom ii) konjakglucomannaan |
| E426     | Hemicellulose van soja |
| E427     | Cassiagom |
| E431     | Polyoxyetheen (40) stearaat |
| E432     | Polyoxyetheen-20-sorbitaan-monolauraat, polysorbaat 20 |
| E433     | Polyoxyetheen-20-sorbitaan-mono-oleaat, polysorbaat 80 |
| E434     | Polyoxyetheen-20-sorbitaan-monopalmitaat, polysorbaat 40 |
| E435     | Polyoxyetheen-20-sorbitaan-monostearaat, polysorbaat 60 |
| E436     | Polyoxyetheen-20-sorbitaan-tristearaat, polysorbaat 65 |
| E440     | Pectinen i) pectine ii) geamideerde pectine |
| E441     | Gelatine, voorheen E485 |
| E442     | Ammoniumfosfatiden |
| E444     | Sucroseacetaatisobutyraat |
| E445     | Glycerolesters van houthars |
| E450     | Difosfaten i) dinatriumdifosfaat ii) trinatriumdifosfaat iii) tetranatriumdifosfaat iv) dikaliumdifosfaat v) tetrakaliumdifosfaat vi) dicalciumdifosfaat vii) calciumdiwaterstofdifosfaat |
| E451     | Trifosfaten i) pentanatriumtrifosfaat ii) pentakaliumtrifosfaat |
| E452     | Polyfosfaten i) natriumpolyfosfaat ii) kaliumpolyfosfaat iii) natriumcalciumpolyfosfaat iv) calciumpolyfosfaat                                                                            |
| E456     | Kaliumpolyaspartaat |
| E459     | Beta-cyclodextrine |
| E460     | Cellulose i) microkristallijne cellulose ii) cellulose in poedervorm |
| E461     | Methylcellulose |
| E462     | Ethylcellulose |
| E463     | Hydroxypropylcellulose |
| E464     | Hydroxypropylmethylcellulose |
| E465     | Ethylmethylcellulose |
| E466     | Carboxymethylcellulose, natriumcarboxymethylcellulose |
| E468     | Vernet natriumcarboxymethylcellulose |
| E469     | Enzymatisch gehydrolyseerde carboxymethylcellulose |
| E470a    | Natrium-, kalium- en calciumzouten van vetzuren |
| E470b    | Magnesiumzouten van vetzuren |
| E471     | Mono- en diglyceriden van vetzuren |
| E472a    | Mono- en diglyceriden van vetzuren veresterd met azijnzuur |
| E472b    | Mono- en diglyceriden van vetzuren veresterd met melkzuur |
| E472c    | Mono- en diglyceriden van vetzuren veresterd met citroenzuur |
| E472d    | Mono- en diglyceriden van vetzuren veresterd met wijnsteenzuur |
| E472e    | Mono- en diglyceriden van vetzuren veresterd met mono- en diacetylwijnsteenzuur |
| E472f    | Mono- en diglyceriden van vetzuren veresterd met een mengsel van azijnzuur en wijnsteenzuur                                                                                               |
| E473     | Sucrose-vetzuuresters |
| E474     | Sucroglyceriden |
| E475     | Polyglycerolesters van vetzuren |
| E476     | Polyglycerol-polyricinoleaat |
| E477     | Propeenglycolesters van vetzuren |
| E479b    | Thermisch geoxideerde sojaolie verkregen door reactie met mono- en diglyceriden van vetzuren                                                                                              |
| E481     | Natriumstearoyl-2-lactylaat |
| E482     | Calciumstearoyl-2-lactylaat |
| E483     | Stearyltartraat |
| E485     | Gelatine Hernoemd als E441. |
| E490     | Propaan-1,2-diol, niet meer toegestaan |
| E491     | Sorbitaanmonostearaat |
| E492     | Sorbitaantristearaat |
| E493     | Sorbitaanmonolauraat |
| E494     | Sorbitaanmonooleaat |
| E495     | Sorbitaanmonopalmitaat |

### E500-586 Zuurteregelaars, antiklontermiddelen en rijsmiddelen
Buffers of zuurteregelaars zorgen ervoor dat de zuurgraad, of pH niet te hoog wordt, antiklontermiddelen voorkomen klonteren en rijsmiddel laat brood sneller rijzen.
| E-nummer | naam                                                                                             |
| -------- | ------------------------------------------------------------------------------------------------ |
| E500     | Natriumcarbonaten: i) natriumcarbonaat ii) natriumwaterstofcarbonaat iii) natriumsesquicarbonaat |
| E501     | Kaliumcarbonaten i) kaliumcarbonaat ii) kaliumwaterstofcarbonaat                                 |
| E503     | Ammoniumcarbonaten i) ammoniumcarbonaat ii) ammoniumwaterstofcarbonaat                           |
| E504     | Magnesiumcarbonaten i) magnesiet ii) magnesiumhydroxidecarbonaat of magnesiumwaterstofcarbonaat  |
| E507     | Zoutzuur                                                                                         |
| E508     | Kaliumchloride                                                                                   |
| E509     | Calciumchloride                                                                                  |
| E511     | Magnesiumchloride                                                                                |
| E512     | Tin(II)chloride                                                                                  |
| E513     | Zwavelzuur                                                                                       |
| E514     | Natriumsulfaten i) natriumsulfaat ii) natriumwaterstofsulfaat                                    |
| E515     | Kaliumsulfaten i) kaliumsulfaat ii) kaliumwaterstofsulfaat                                       |
| E516     | Gips of calciumsulfaat                                                                           |
| E517     | Ammoniumsulfaat                                                                                  |
| E518     | Magnesiumsulfaat                                                                                 |
| E520     | Aluminiumsulfaat                                                                                 |
| E521     | Aluminiumnatriumsulfaat                                                                          |
| E522     | Aluminiumkaliumsulfaat                                                                           |
| E523     | Aluminiumammoniumsulfaat                                                                         |
| E524     | Natriumhydroxide                                                                                 |
| E525     | Kaliumhydroxide                                                                                  |
| E526     | Calciumhydroxide                                                                                 |
| E527     | Ammonia of ammoniumhydroxide                                                                     |
| E528     | Magnesiumhydroxide                                                                               |
| E529     | Calciumoxide                                                                                     |
| E530     | Magnesiumoxide                                                                                   |
| E534     | IJzertartraat                                                                                    |
| E535     | Natriumhexacyanoferraat(II)                                                                      |
| E536     | Kaliumhexacyanoferraat(II)                                                                       |
| E538     | Calciumhexacyanoferraat(II)                                                                      |
| E541     | Natriumaluminiumfosfaat, zuur                                                                    |
| E550     | Natriumsilicaat                                                                                  |
| E551     | Siliciumdioxide                                                                                  |
| E552     | Calciumsilicaat                                                                                  |
| E553a    | i) Magnesiumsilicaat ii) magnesiumtrisilicaat                                                    |
| E553b    | Talk                                                                                             |
| E554     | Natriumaluminiumsilicaat                                                                         |
| E555     | Kaliumaluminiumsilicaat                                                                          |
| E556     | Calciumaluminiumsilicaat                                                                         |
| E558     | Bentoniet                                                                                        |
| E559     | Kaolien                                                                                          |
| E570     | Vetzuren                                                                                         |
| E572     | Magnesiumstearaat                                                                                |
| E574     | Gluconzuur                                                                                       |
| E575     | Glucono-delta-lacton                                                                             |
| E576     | Natriumgluconaat                                                                                 |
| E577     | Kaliumgluconaat                                                                                  |
| E578     | Calciumgluconaat                                                                                 |
| E579     | IJzer(II)gluconaat                                                                               |
| E585     | IJzer(II)lactaat                                                                                 |
| E586     | 4-hexylresorcinol                                                                                |

### E620-650 Smaakversterkers
Smaakversterkers versterken de natuurlijke smaak van een product.
| E-nummer | naam                                     |
| -------- | ---------------------------------------- |
| E620     | Glutaminezuur                            |
| E621     | Mononatriumglutamaat, bekend als ve-tsin |
| E622     | Monokaliumglutamaat                      |
| E623     | Calciumdiglutamaat                       |
| E624     | Monoammoniumglutamaat                    |
| E625     | Magnesiumdiglutamaat                     |
| E626     | Guanosinemonofosfaat                     |
| E627     | Natriumguanylaat                         |
| E628     | Kaliumguanylaat                          |
| E629     | Calciumguanylaat                         |
| E630     | Inosinezuur                              |
| E631     | Dinatriuminosinaat                       |
| E632     | Dikaliuminosinaat                        |
| E633     | Calciuminosinaat                         |
| E634     | Calcium-5'-ribonucleotiden               |
| E635     | Dinatrium-5'-ribonucleotiden             |
| E636     | Maltol                                   |
| E637     | Ethylmaltol                              |
| E640     | Glycine en zijn natriumzout              |
| E641     | L-leucine                                |
| E642     | Natriumgluconaat                         |
| E643     | Kaliumgluconaat                          |
| E644     | Calciumgluconaat                         |
| E650     | Zinkacetaat                              |

### E900-915 Glansmiddelen en anti-schuimmiddelen
| E-nummer | naam |
| -------- | --- |
| E900     | Polydimethylsiloxaan of dimethylpolysiloxaan                                                             |
| E901     | Bijenwas, wit en geel                                                                                    |
| E902     | Candelillawas                                                                                            |
| E903     | Carnaubawas                                                                                              |
| E904     | Schellak                                                                                                 |
| E905     | Microkristallijne was, officinale paraffine                                                              |
| E906     | Benzoë-gom, niet meer toegestaan                                                                         |
| E907     | Gehydrogeneerd poly-1-deceen                                                                             |
| E912     | Esters van montaanzuur, door Verordening (EU) Nr. 957/2014 van 10 september 2014 uit de lijst verwijderd |
| E913     | Wolvet of lanoline                                                                                       |
| E914     | Geoxideerde polyetheenwas                                                                                |
| E915     | Esters van colofonium, pijnhars                                                                          |

### E920-928 Meelverbeteraars
Meelverbeteraars worden aan meel of deeg toegevoegd om de bakeigenschappen te verbeteren of het meel witter te maken.
| E-nummer | naam                                                                  |
| -------- | --------------------------------------------------------------------- |
| E920     | L-Cysteïne en het hydrochloride ervan                                 |
| E923     | Diammoniumperoxodisulfaat of ammoniumpersulfaat, niet meer toegestaan |
| E927b    | Ureum                                                                 |

### E938-949 Verpakkingsgassen en drijfgassen
Verpakkingsgassen verlengen de houdbaarheid van een product door de gassamenstelling te veranderen. Op het etiket staat dan vermeld 'verpakt onder beschermende atmosfeer'. Daarnaast is er drijfgas.
| E-nummer | naam                          |
| -------- | ----------------------------- |
| E938     | Argon                         |
| E939     | Helium                        |
| E941     | Stikstof                      |
| E942     | Distikstofmonoxide of lachgas |
| E943a    | Butaan                        |
| E943b    | Isobutaan                     |
| E944     | Propaan                       |
| E948     | Zuurstof                      |
| E949     | Waterstof                     |

### E950-969 en 420-421 Zoetstoffen
Zoetstoffen geven een product een zoete smaak zonder de verbrandingswaarde sterk te verhogen. Zij worden vooral gebruikt in light-producten en kauwgum.
| E-nummer | naam                                                         |
| -------- | ------------------------------------------------------------ |
| E420     | Sorbitolen: i) sorbitol ii) sorbitolstroop                   |
| E421     | Mannitol                                                     |
| E950     | Acesulfaam-K                                                 |
| E951     | Aspartaam                                                    |
| E952     | Cyclaamzuur, natriumcyclamaat en calciumcyclamaat            |
| E953     | Isomalt, isomaltitol                                         |
| E954     | Sacharine en de natrium-, kalium- en calciumzouten daarvan   |
| E955     | Sucralose, in december 2003 toegevoegd                       |
| E957     | Thaumatine                                                   |
| E959     | Neohesperidine-DC                                            |
| E960     | Steviolglycosiden, in november 2011 toegevoegd               |
| E961     | Neotaam, in december 2009 toegevoegd                         |
| E962     | Zout van aspartaam - acesulfaam, in december 2003 toegevoegd |
| E964     | Polyglycitolstroop, in november 2012 toegevoegd              |
| E965     | Maltitol: i) maltitol ii) maltitolstroop                     |
| E966     | Lactitol                                                     |
| E967     | Xylitol                                                      |
| E968     | Erytritol                                                    |
| E969     | Advantaam                                                    |

### E999-1300 Diverse hulpstoffen
| E-nummer | naam                         |
| -------- | ---------------------------- |
| E999     | Quillaja-extract             |
| E1102    | Glucose-oxidase              |
| E1103    | Sacharase of invertase       |
| E1105    | Lysozym                      |
| E1200    | Polydextrose                 |
| E1201    | Polyvinylpyrrolidon          |
| E1202    | Polyvinylpolypyrrolidon      |
| E1203    | Polyvinylalcohol PVA         |
| E1204    | Pullulan                     |
| E1205    | Basisch methacrylaatpolymeer |

### E1400-E1500 Gemodificeerde zetmelen
| E-nummer | naam                             |
| -------- | -------------------------------- |
| E1400    | Dextrine                         |
| E1401    | Zuur-behandeld zetmeel           |
| E1402    | Alkali-behandeld zetmeel         |
| E1403    | Gebleekt zetmeel                 |
| E1404    | Geoxideerd zetmeel               |
| E1410    | Monozetmeelfosfaat               |
| E1411    | Dizetmeelglycerol                |
| E1412    | Dizetmeelfosfaat                 |
| E1413    | Gefosfateerd dizetmeelfosfaat    |
| E1414    | Geacetyleerd dizetmeelfosfaat    |
| E1420    | Geacetyleerd zetmeel             |
| E1422    | Geacetyleerd dizetmeeladipaat    |
| E1423    | Geacetyleerd dizetmeelglycerol   |
| E1440    | Hydroxypropylzetmeel             |
| E1441    | Hydroxypropyldizetmeelglycerol   |
| E1442    | Hydroxypropyldizetmeelfosfaat    |
| E1450    | Zetmeelnatriumoctenylsuccinaat   |
| E1451    | Geacetyleerd geoxideerd zetmeel  |
| E1452    | Zetmeelaluminiumoctenylsuccinaat |

### E1500-1525 Kunstmatige smaakstoffen en oplosmiddelen voor aroma's
| E-nummer | naam                              |
| -------- | --------------------------------- |
| E1501    | Benzylverbindingen                |
| E1501    | 1,3-butaandiolen                  |
| E1503    | Wonderolie                        |
| E1504    | Ethylacetaat                      |
| E1505    | Tri-ethylcitraat                  |
| E1516    | Glycerolmonoacetaat               |
| E1517    | Glyceroldiacetaat, diacetine      |
| E1518    | Glyceroltriacetaat, triacetine    |
| E1519    | Benzylalcohol                     |
| E1520    | Propyleenglycol, propaan-1,2-diol |
| E1521    | Polyethyleenglycol                |
| E1525    | Ethyl-hydroxycellulose            |